# Oleg Wasiljew
Oleg Kimowicz Wasiljew, ros. Олег Кимович Васильев  (ur. 22 listopada 1959 w Leningradzie) – rosyjski łyżwiarz figurowy, startujący w parach sportowych z żoną Jeleną Wałową. Mistrz olimpijski z Sarajewa (1984), wicemistrz olimpijski z Calgary (1988), 3-krotny mistrz (1983, 1985, 1988) i 3-krotny wicemistrz świata (1984, 1986, 1987), 3-krotny mistrz (1984–1986) i dwukrotny wicemistrz Europy (1983, 1987) oraz mistrz Związku Radzieckiego (1986). 
Po zakończeniu kariery amatorskiej w 1988 roku Wałowa i Wasiljew występowali w rewiach łyżwiarskich do 1998 roku z przerwą w 1995–1997. Następnie Wasiljew został trenerem łyżwiarstwa.

## Biografia

### Kariera zawodnicza

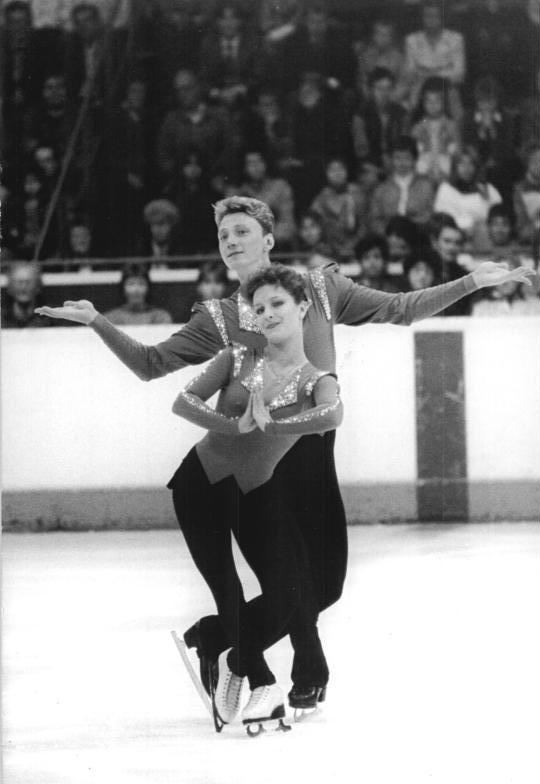
Wałowa i Wasiljew (1987)

Wasiljew wozpoczął treningi w wieku 5 lat w związku ze wskazaniem lekarza. Jako dziecko często chorował na zapalenie płuc, a aktywność fizyczna miała wzmocnić jego odporność. Rozpoczynał karierę jako solista.
Wasiljew występował w parze z Jeleną Wałową w latach 1979–1988. Wasiljew trzykrotnie odmawiał Moskwinie po nieudanych doświadczeniach z poprzednią partnerką Łarisą Sielezniową z którą jeździł jedynie 3 miesiące, ale w końcu zgodził się na partnerstwo z Wałową. Do końca 1982 roku para nastawiona była na ciężką pracę, a Oleg musiał poprawić tężyznę fizyczną, aby móc wykonywać podnoszenia. Wałowa i Wasiljew wywodzili się z Petersburga, co było na starcie minusem w rywalizacji z silną szkołą moskiewską.
Od sezonu 1982/1983 zaczęli odnosić sukcesy na arenie międzynarodowej. Pomimo braku startu na mistrzostwach ZSRR 1983 z powodu kontuzji Wasiljewa, który miał złamaną szczękę, wystartowali na mistrzostwach Europy i zdobyli srebro. Wasiljew potwierdził później, że ich start był wtedy możliwy ze względów politycznych i starań ich trenerki Moskwiny. Następnie zdobyli tytuł mistrzów świata i zaczęli być pretendentami do złota olimpijskiego na Zimowych Igrzyskach Olimpijskich 1984 w Sarajewie. 
Ze względu na trwający upadek Związku Radzieckiego i śmierć kolejnych rządzących (w tym jednego podczas igrzysk) łyżwiarze figurowi z ZSRR nie mogli okazywać zbyt dużej radości podczas swoich występów. Po zdobyciu pierwszego tytułu mistrzów Europy 1984, w zawodach olimpijskich Wałowa i Wasiljew pokonali parę amerykańską Kitty Carruthers / Peter Carruthers i swoich rodaków, parę Łarisa Sielezniowa / Oleg Makarow zdobywając tytuł mistrzów olimpijskich. Za zwycięstwo otrzymali 500 dolarów.
Po igrzyskach, już jako małżeństwo postanowili kontynuować karierę łyżwiarską. W kolejnych sezonach zdobyli mistrzostwo świata 1985 i dwa srebrne medale w dwóch kolejnych latach. Na arenie europejskiej wywalczyli dwa tytuły mistrzów Europy (1985, 1986) i medal srebrny w 1987 roku. Przed kolejnymi igrzyskami największymi rywalami Wałowej i Wasiljewa byli ich rodacy – Jekatierina Gordiejewa i Siergiej Grińkow. Na igrzyskach olimpijskich 1988 w Calgary wywalczyli wicemistrzostwo olimpijskie przegrywając właśnie z parą Gordiejewa / Grińkow.
Z kolei po zakończeniu kariery amatorskiej w 1988 roku Wałowa i Wasiljew jeździli razem w rewiach łyżwiarskich Toma Collinsa i Michaela Rosenberga, tourach w Australii, Rosji oraz krótko w Holiday on Ice pomimo rozwodu w 1992 roku. W 1989 roku zostali jednymi z pierwszych radzieckich sportowców, którzy bez utraty obywatelstwa mogli podpisać kontrakt na współpracę z amerykańską firmą i w ten sposób zwiększyć swoje zarobki. Przerwali karierę profesjonalną w 1995 r. gdy Jelena zaszła w ciążę z drugim mężem i ostatecznie zakończyli wspólne sezonem 1997/1998.

## Życie prywatne
W latach 1984–1992 Wasiljew i jego partnerka sportowa Jelena Wałowa byli małżeństwem.

## Osiągnięcia
Z Jeleną Wałową
| Zawody                               | 79–80          | 80–81          | 81–82          | 82–83          | 83–84          | 84–85          | 85–86          | 86–87          | 87–88          |                |                |                |                |                |                |                |                |
| Międzynarodowe                       | Międzynarodowe | Międzynarodowe | Międzynarodowe | Międzynarodowe | Międzynarodowe | Międzynarodowe | Międzynarodowe | Międzynarodowe | Międzynarodowe | Międzynarodowe | Międzynarodowe | Międzynarodowe | Międzynarodowe | Międzynarodowe | Międzynarodowe | Międzynarodowe | Międzynarodowe |
| ------------------------------------ | -------------- | -------------- | -------------- | -------------- | -------------- | -------------- | -------------- | -------------- | -------------- | -------------- | -------------- | -------------- | -------------- | -------------- | -------------- | -------------- | -------------- |
| Igrzyska olimpijskie                 |                |                |                |                | 1              |                |                |                | 2              |                |                |                |                |                |                |                |                |
| Mistrzostwa świata                   |                |                |                | 1              | 2              | 1              | 2              | 2              | 1              |                |                |                |                |                |                |                |                |
| Mistrzostwa Europy                   |                |                |                | 2              | 1              | 1              | 1              | 2              |                |                |                |                |                |                |                |                |                |
| Grand Prix International St. Gervais |                |                | 2              |                |                |                |                |                |                |                |                |                |                |                |                |                |                |
| Nebelhorn Trophy                     |                |                | 1              |                |                |                |                |                |                |                |                |                |                |                |                |                |                |
| NHK Trophy                           |                |                |                |                |                |                |                | 1              |                |                |                |                |                |                |                |                |                |
| Prize of Moscow News                 | 6              | 3              |                | 3              | 1              |                |                |                | 2              |                |                |                |                |                |                |                |                |
| Skate America                        |                |                | 3              | 1              |                |                |                |                |                |                |                |                |                |                |                |                |                |
| Krajowe                              |                |                |                |                |                |                |                |                |                |                |                |                |                |                |                |                |                |
| Mistrzostwa ZSRR                     |                |                | 3              |                |                | 2              | 1              |                |                |                |                |                |                |                |                |                |                |

## Nagrody i odznaczenia
- Światowa Galeria Sławy Łyżwiarstwa Figurowego – 2018[6]